# Telefontjärnen
Telefontjärnen är en sjö i Sorsele kommun i Lappland och ingår i Umeälvens huvudavrinningsområde. Telefontjärnen ligger i Vindelfjällen Natura 2000-område.